# Psychotria intrudens
Psychotria intrudens är en måreväxtart som beskrevs av Friedrich Anton Wilhelm Miquel. Psychotria intrudens ingår i släktet Psychotria och familjen måreväxter. Inga underarter finns listade i Catalogue of Life.